# Mauser C96

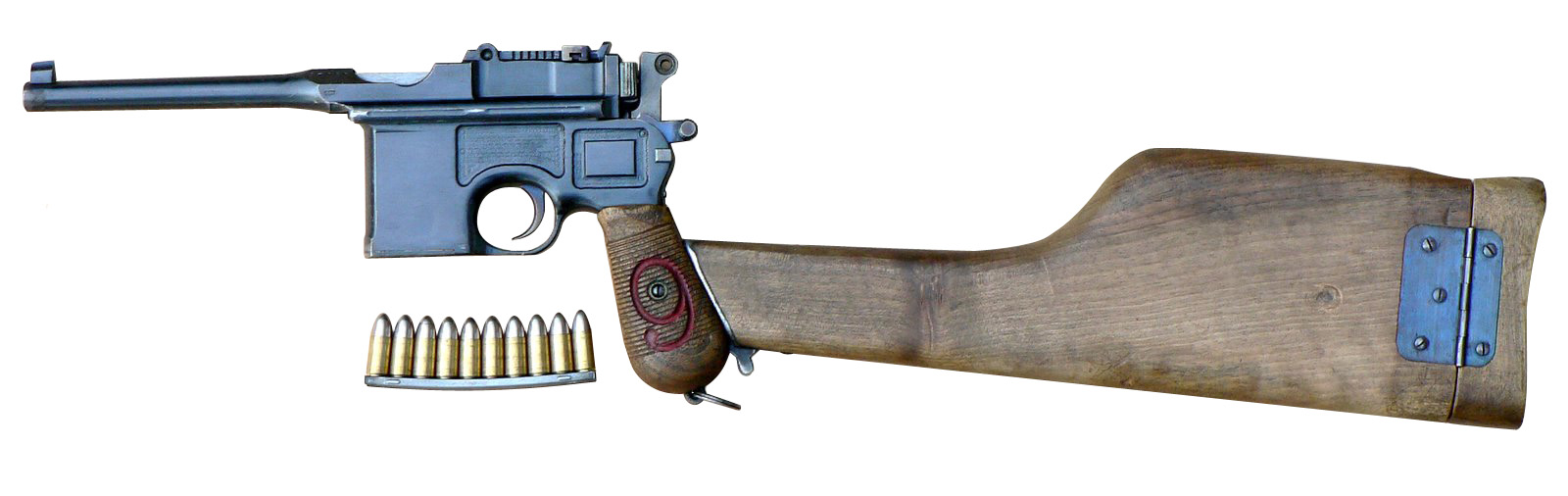
C96 "Rot 9" com a coronha/coldre de madeira montada e acompanhada por um pente de 10 munições

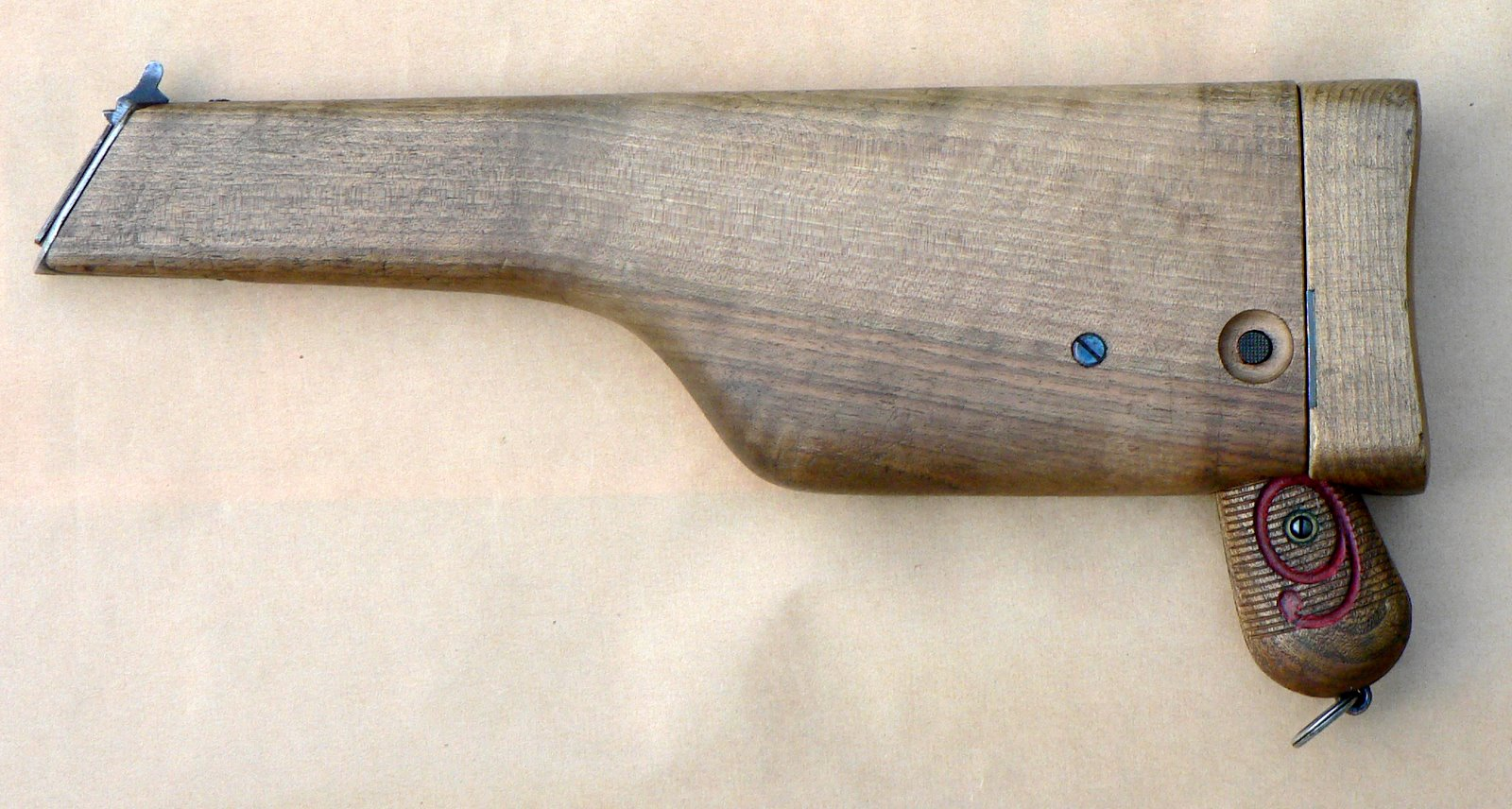
C96 "Rot 9" guardado dentro da sua coronha/coldre de madeira

A Mauser C96 ("Construção 96") foi a primeira pistola semiautomática a conhecer um uso generalizado. A arma foi projectada em 1895 pelos irmãos Fidel, Friedrich e Josef Feederle, sendo fabricada na Alemanha, pela Mauser, a partir de 1896. A C96, ou variantes da mesma, foram também fabricadas, sob licença, em outros países, como a Espanha e a China.
As principais características da C96 são o depósito interno de munições na frente do gatilho, o cano longo, o coldre de madeira que pode ser utilizado como coronha e o punho em forma de cabo de vassoura.
A Mauser C96 pode ser considerada uma das primeiras armas do tipo actualmente chamado Personal Defense Weapon, dado que o seu cano longo e a potência da sua munição, lhe dão um maior alcance e capacidade de penetração que as pistolas convencionais.
Posteriormente, a Mauser C96 foi utilizada como modelo para as pistolas Blaster em Star Wars.

## Variantes
Existiram bastantes variantes da C96, tanto desenvolvidas pela própria Mauser, como nos fabricantes sob licença em outros países. As mais conhecidas são:
C96 "Bolo": versão com um cano mais curto e punho menor, desenvolvida na década de 1920, em conformidade com as limitações impostas pelo Tratado de Versalhes. A denominação "Bolo" tem origem na grande encomenda desta versão, realizada pelo governo bolchevique da União Soviética;
C96 com carregador: variantes com um carregador de munições destacável, em vez do depósito integral;
C96 "Schnellfeuer": pistola-metralhadora desenvolvida em 1932 com capacidade para tiro totalmente automático. A denominação "Schnellfeuer" significa "Fogo Rápido". As unidades importadas para os EUA ficaram conhecidas por M712;
C96 carabina: versão com o cano mais longo, além da coronha/coldre de madeira comum a todas as versões.
C96 "Rote 9": versão adaptada ao calibre 9 mm Parabellum, encomendada pelo Exército Alemão durante a Primeira Guerra Mundial. A designação "Rot 9", significando "9 Vermelho", tem origem nos grandes números "9" gravados a vermelho nos punhos das armas desta variante para as mesmas não serem confundidas com as versões de calibre 7,63 mm.

## Munições
A Mauser C96 foi inicialmente projectada para a munição 7,63 mm Mauser, sendo criada uma  versão para exportação utilizando a munição 9 mm Mauser. Foram também desenvolvidas versões para calibre 9 mm Parabellum, .45 ACP (produzidas na China), 7,65 mm Borchardt, 7,65 mm Parabellum, 9 mm Bergmann (produzidas na Espanha) e 8,15 mm Mauser.
Na realidade a C96 em 9mm Parabellum tem um "9 vermelho" gravado na empunhadura, porém aquele "9 vermelho" não quer dizer "ROTE NINE" e sim ROT, que em alemão é encarnado, vermelho. Ou seja, o nome da pistola em alemão é "ROT NEUN"  O nome correto em inglês desta versão conhecida mundialmente é RED NINE (Amaral).

## Utilização
A Mauser C96 foi vendida para todo o mundo. Um dos seus utilizadores mais famosos foi Winston Churchill que a utilizou durante a Segunda Guerra dos Boers,  quando era oficial do Exército Britânico. As armas foram utilizadas em combate durante várias campanhas coloniais, na Primeira Guerra Mundial, na Guerra Civil de Espanha, na Guerra do Chaco e na Segunda Guerra Mundial.
Muitas C96 foram vendidas à Rússia antes, durante e a seguir à Revolução de Outubro. Na década de 1920 a Mauser produziu uma quantidade significativa da variante de cano curto, por encomenda soviética, dando-lhe a alcunha de "Bolo" (abreviatura de Bolshevique). A Mauser Bolo disparava a munição de 7,63 mm Mauser.
C96 importadas ou as suas cópias domésticas foram usadas extensivamente pelos chineses durante a Segunda Guerra Sino-Japonesa e a Guerra Civil Chinesa. As Forças Armadas e a Polícia da China acabaram por ser as únicas forças do mundo a adoptarem a C96 como a sua pistola regulamentar principal.
A Mauser C96 foi a arma de escolha dos revolucionários indianos durante a sua luta pela independência e das forças independentistas judaicas na Palestina.
Um detalhe bastante interessante foi a utilização da  C96 "Schnellfeuer" pelas forças governamentais do Brasil (as Volantes), no combate ao bando de Lampião na fazenda Angicos, Poço Redondo, em Sergipe. Foi justamente de uma C96 "Schnellfeuer" calibre 7,63 Mauser, também conhecida como M712, que partiu a rajada que matou Lampião, então o "Rei do Cangaço".(Amaral,2012).
O presidente Washington Luiz possuía um exemplar feito em ouro, que hoje é acervo do Museu da República no Rio de Janeiro.

## Alguns Usuários
- Áustria-Hungria[5]
- Bolívia[6]
- Brasil[7]
- Finlândia[8]
- Alemanha Nazi[4]
- México
- Império Otomano[4]
- China[9]
- União Soviética[10]
- Tailândia[7]
- Reino Unido[11]
- Irlanda[12]